# 志村リョウ
志村 リョウ（しむら りょう、1985年（昭和60年）3月14日 - ）は、日本の造形作家。男性。東京都生まれ。

## 略歴
- 2003年 明治学院東村山高等学校 卒業
- 2008年 東京造形大学 サステナブルプロジェクト学科 卒業
- 2010年 東京造形大学 大学院デザイン研究領域 修了

## 受賞歴
- 2011年 KONICA MINOLTAエコ&アートアワード 2011 ビジュアルアーツ部門 審査員特別賞
- 2011年 ディスプレイデザイン賞 2011 入選
- 2012年 V.A.A.D 第5回 ビジュアルアート大賞 特別審査委員賞（新村則人賞）
- 2012年 第6回ポストカードコンテスト 特別賞受賞

## 展覧会
- 2010　9/13～10/1個展「志村 リョウ 展」（AXISビル3F ウィルクハーン六本木ショールーム）
- 2011　3./5～3/22 エコ＆アワード2011作品展（KONICA MINOLTA プラザ）
- 2011　V.A.A.D 第5回 ビジュアルアート大賞展示会（郡山西口モルティ）
- 2011　デザインフェスタ2011　第6回ポストカードコンテスト
- 2011　インターナショナルポストカード展in台湾
- 2011　ポストカードコンテスト結果発表展（ギャラリーやさしい予感）
- 2011　ユニセフ「祈りのツリープロジェクト」参加
- 2012　第四回　魚展（ギャラリーやさしい予感）
- 2013　Interior Lifestyle 2013（東京ビッグサイト）
- 2013　+d SUMMER EXHIBITION 2013
- 2013　7/30〜9/8個展「きっかけのカタチ」（KONCENT Gallery）
- 2013　第五回 魚展（ギャラリーやさしい予感）
- 2014　魚展vol.6（ギャラリーやさしい予感）「実行委員」

## 主なプロダクトデザイン
- カバクレヨン Kaba Crayon
- カバマグカバー Kaba Mugcover
- カバコースター Kaba Coaster
- アニマルピンバッジ kigo animal Pins

## テレビ出演
- TOKYO FASHION EXPRESS（NHK world、2011年4月28日）
- ぶらり途中下車の旅（2013年8月31日）都営浅草線 蔵前駅 / KONCENT(旅人:なぎら健壱)
- 心ゆさぶれ!先輩ROCK YOU（日テレ、2015年1月24日）
- ぶらり途中下車の旅（2020年6月20日）JR五日市線 国立駅 / スタジオシムラ (旅人:田山涼成)